# Aggio perzo 'o suonno
Aggio perzo 'o suonno è un singolo del cantautore italiano Neffa, pubblicato il 12 febbraio 2021 come primo estratto dal nono album in studio AmarAmmore.

## Descrizione
Il singolo ha visto la partecipazione vocale del cantante italiano Coez.

## Tracce
1. Aggio perzo 'o suonno – 3:02

## Classifiche
| Classifica (2021) | Posizione massima |
| ----------------- | ----------------- |
| Italia            | 48                |